# ثيلما سكوت
ثيلما سكوت (بالإنجليزية: Thelma Scott)‏ هي ممثلة أسترالية، ولدت في 17 يونيو 1913، وتوفيت في 23 نوفمبر 2006 بسبب نوبة قلبية.

## وصلات خارجية
- ثيلما سكوت على موقع IMDb (الإنجليزية)
- ثيلما سكوت على موقع قاعدة بيانات الفيلم (الإنجليزية)